# Eberlanzia (animal)
Pour l’article homonyme, voir Eberlanzia (plante).
Genre
Eberlanzia est un genre de solifuges de la famille des Daesiidae.

## Distribution
Les espèces de ce genre se rencontrent en Namibie et en Somalie.

## Liste des espèces
Selon Solifuges of the World (version 1.0) :
- Eberlanzia benedicti Della Cave & Simonetta, 1971
- Eberlanzia flava Roewer, 1941

## Publication originale
- Roewer, 1941 : Solifugen 1934-1940. Veröffentlichungen aus dem Deutschen Kolonial und Uebersee-Museum in Bremen, vol. 3, no 2, p. 97-192 (texte intégral).